# Goshen, New Hampshire

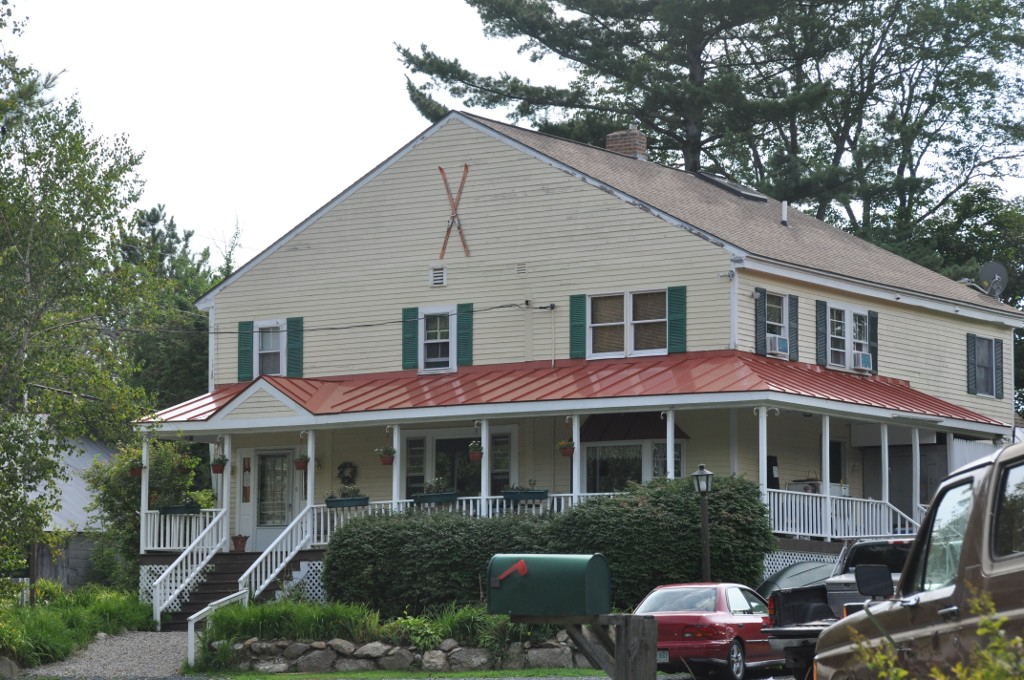

Goshen är en kommun (town) i Sullivan County i delstaten New Hampshire, USA med 810 invånare (2010). 